# Nikolaus-von-Kues-Gymnasium
Das Nikolaus-von-Kues-Gymnasium (NvKG oder NKG) ist ein allgemeinbildendes Gymnasium mit Sitz in Bernkastel-Kues. Es wurde im Jahr 1946 durch die Stadt gegründet, 16 Jahre später wurden die heutigen Schulgebäude bezogen. Die Schule wird von etwa 730 Schülern besucht, die von 76 Lehrkräften betreut werden. Schulleiter ist Franz-Josef Meyer.

## Geschichte

### Von der Lateinschule zum Vollgymnasium
Im Jahr 1683 gründeten die Kapuziner die Bernkasteler Lateinschule, deren Geschichte etwa 120 Jahre später endet. Mehrere Versuche der Gründung einer höheren Schule scheiterten in den 1830er und frühen 1840er Jahren. 1848 nahm eine höhere Stadtschule in Bernkastel ihren Betrieb auf, die bis 1875 Bestand hatte. Eine Rektoratsklasse zur Vorbereitung eines späteren Eintritts in ein Gymnasium existierte ab 1885, fünf Jahre entstanden eine private höhere Mädchenschule, die 1936 aufgehoben wurde, sowie eine höhere Knabenschule mit den Klassenstufen Sexta bis Obertertia. Der Schulbetrieb war während des Zweiten Weltkriegs nur schwer aufrechtzuerhalten, nach der Erlaubnis der Wiederaufnahme des Unterrichts im Herbst 1945 beschloss der Bernkastel-Kueser Stadtrat am 29. Dezember 1945 die städtische Rektoratsschule in ein Vollgymnasium auszubauen.
Das „Staatl. Neusprachl. Gymnasium Bernkastel-Kues“ war seit 1946 im sogenannten Steinhaus untergebracht, zwei Jahre später bestanden die ersten Schüler das Abitur. Im August 1960 begannen die Bauarbeiten eines neuen Schulgebäudes sowie einer Turnhalle in der Nähe des städtischen Sportplatzes und Schwimmbades, das Schulgebäude der im April 1962 in „Staatl. Nikolaus-von-Kues-Gymnasium (neusprachlich) Bernkastel-Kues“ umbenannten Schule erfolgte am 8. Juni 1962. Im Jahr 1968 wurde das Gebäude aufgrund steigender Schülerzahlen um den Kueser und den Wehlener Anbau erweitert, weitere Vergrößerungen fanden in den 1980er Jahren sowie durch einen neuen Anbau 2007 statt.

### Ausrichtung und Entwicklung
Seit Jahren nimmt die Schule erfolgreich an verschiedenen außerschulischen Wettbewerben teil. Dazu zählen unter anderem der Bundeswettbewerb Fremdsprachen, der Informatik-Biber, die First Lego League, Jugend forscht, Jugend trainiert für Olympia, das Känguru der Mathematik sowie der Tag der Physik an der Rheinland-Pfälzische Technische Universität Kaiserslautern-Landau.
Seit dem Jahr 2005 ist die Schule eine Ausbildungsschule des Studienseminars Trier. Mit dem zuletzt eingeweihten Anbau wurde die Schule zusätzlich eine Ganztagsschule. Es besteht jedoch weiterhin die Möglichkeit, zwischen dem Besuch einer Ganztags- und Halbtagsklasse zu wählen. Darüber hinaus bietet die Schule für besonders begabte Schüler das Projekt Begabtenförderung am Gymnasium mit Verkürzung der Schulzeit (BEGYS) an.

### Partnerschulen
Die Schule unterhält derzeit Partnerschaften mit fünf Schulen im Ausland:
- Eötvös József Gimnázium (Budapest, Ungarn), seit 1996
- První české gymnázium v Karlových Varech (Karlsbad, Tschechien), seit 2003
- Arendal videregående skole (Arendal, Norwegen), seit 2004
- Lycée Notre Dame de Peltre (Peltre, Frankreich), seit 2007
- Collège Gaspard Malo (Dunkerque, Frankreich), seit 2010

## Persönlichkeiten

### Schulleiter
Im Jahr 2006 übernahm Alfred Schmitt als sechster Schulleiter seit dem Ausbau zum Vollgymnasium die Nachfolge von Karl-Heinz Musseleck, der das Gymnasium 14 Jahre lang geleitet hatte:
- 1945–1946: Robert Politz (kommissarisch, † 1971)
- 1946–1962: Johannes Schaefer († 1962)
- 1963–1984: Alois Nuhn († 2010)
- 1984–1992: Hans-Dieter Hüsgen († 2007)
- 1992–2006: Karl-Heinz Musseleck
- 2006–2022: Alfred Schmitt
- seit 2022: Franz-Josef Meyer

### Ehemalige Schüler und Lehrer
Der Theologe Wilhelm Breuning (1920–2016) unterrichtete zwischen 1949 und 1951 katholische Religionslehre am Gymnasium, der Schriftsteller Peter Kremer (1901–1989) war bis zu seiner Pensionierung im Jahr 1966 als Studienrat an der Schule tätig.
- Winfried Böttcher (Abitur 1956), Politikwissenschaftler
- Brigitte Antes (Abitur 1970), Librettistin
- Lothar Schweigerer (Abitur 1973), Pädiater und Hochschullehrer
- Gregor Eibes (Abitur 1979), Kommunalpolitiker
- Gabriele Andretta (Abitur 1980), Politikerin (SPD)
- Gerlinde Sommer (Abitur 1985), Galeristin, Publizistin und Kuratorin
- Christof Leim (Abitur 1992), Journalist, Musiker,  ehem. Chefredakteur „MetalHammer“
- Yvonne Burbach (Abitur 1994), Schauspielerin
- Sebastian Meschenmoser (Abitur 2000), Künstler und Kinderbuchautor
- Tamara Müller (Abitur 2009), Politikerin (SPD)
- Kilian Dietz (Abitur 2011), Basketballspieler